# Liste der Baudenkmäler in Mindelheim

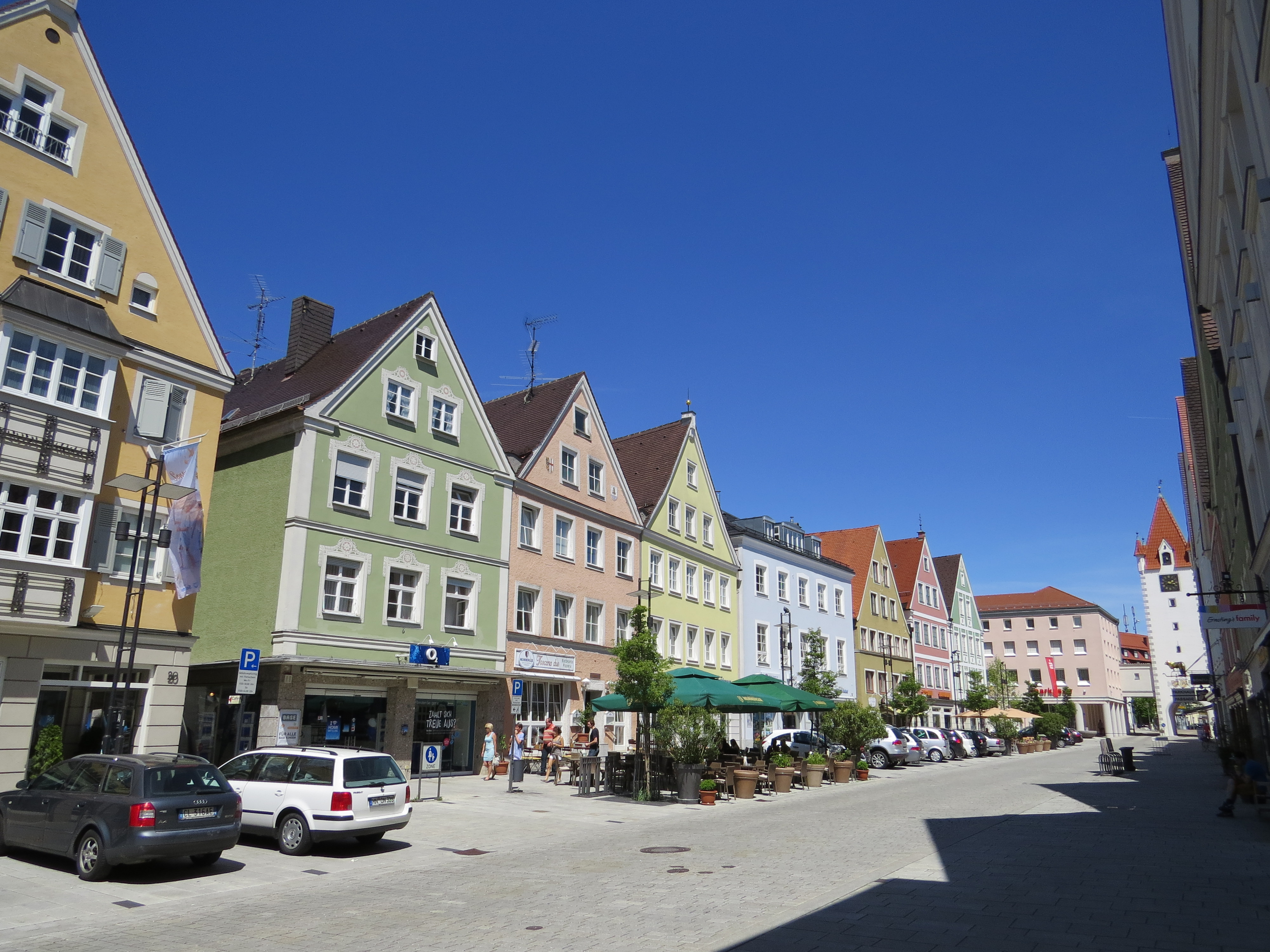
Maximilianstraße in Mindelheim

Auf dieser Seite sind die Baudenkmäler in der schwäbischen Stadt Mindelheim zusammengestellt. Diese Tabelle ist eine Teilliste der Liste der Baudenkmäler in Bayern. Grundlage ist die Bayerische Denkmalliste, die auf Basis des Bayerischen Denkmalschutzgesetzes vom 1. Oktober 1973 erstmals erstellt wurde und seither durch das Bayerische Landesamt für Denkmalpflege geführt wird. Die folgenden Angaben ersetzen nicht die rechtsverbindliche Auskunft der Denkmalschutzbehörde.

## Ensembles

### Ensemble Altstadt Mindelheim
Während sich die früheste Gründung der Stadt – ein alemannisches Dorf bei Alt-St.-Stephan – außerhalb der heutigen Altstadt befand, ist diese selbst in staufischer Zeit (2. Hälfte 12. Jahrhundert) wohl zusammen mit der Salzstraße von München nach Memmingen planmäßig in ost-westlicher Richtung angelegt und auch befestigt worden (erste urkundliche Erwähnung 1046, Stadtrechte vor 1256). Als Kennzeichen dieser Gründung können die spindelförmigen Erweiterungen der Maximilianstraße (im Westteil nur noch schwach ausgebildet) sowie die Aufteilung in regelmäßige Baublöcke nach Norden hin gelten, vergleichbar der etwa gleichzeitig, ebenfalls an der Salzstraße entstandenen Memminger Kalchvorstadt.
Die Stein- und Kornstraße gliedern das gesamte Altstadtgebiet innerhalb der ehemaligen Befestigung, die sich vom Ende 15. Jahrhundert / Anfang 16. Jahrhundert abschnittsweise erhalten hat, in vier Stadtteile: das Mühl-, Spital-, Pfarr- und Klosterviertel. Da die Steinstraße bis 1811 ohne Tor war und die Grundstücke von der Maximilianstraße bis an die Stadtmauer reichten, sind das südlich gelegene Mühlviertel – im östlichen Teil – und das Spitalviertel kaum gegliedert.
Das Kloster- und das Pfarrviertel sind durch mehrere Parallelstraßen zur Maximilianstraße (Kappelgasse, Hungerbachgasse, Kleinhannsstraße und Hauberstraße) und durch Verbindungen, die zu diesen führen, in verschieden große, längsrechteckige Baublöcke unterteilt. Die Lage der Pfarrkirche und zweier bedeutender Klöster (Augustiner und Franziskanerinnen) haben zur reicheren städtebaulichen Entwicklung in diesen beiden Stadtteilen beigetragen.
Die Unregelmäßigkeiten der Anlagen beim ehemaligen Augustinerkloster und der Mühle am Mindelübergang sowie Tuffmauerreste in den Fundamenten des in die Maximilianstraße einspringenden ehem. Jesuitengymnasiums, stützen die These, dass hier ein frühmittelalterlicher Reichshof mit zugehöriger Reichshofgliederung (Mühlviertel) vermutet werden kann und damit die ältesten Teile der Stadt in der Struktur des Grundrisses erkennbar sind.
Die Stadtansicht wird im Wesentlichen durch die Türme der drei mittelalterlichen Stadttore sowie jene der Kirchen St. Stephan, St. Silvester und Mariä Verkündigung bestimmt. Die Straßenbilder prägen meist geschlossene Reihen von Giebelhäusern des 17. und 18. Jahrhundert, teilweise mit Fassaden des 19. und 20. Jahrhunderts. Mit Aufgabe der Stadtbefestigung Anfang des 19. Jahrhunderts kommt es zu baulichen Veränderungen insbesondere im ehemaligen Grabenbereich, der verfüllt und mit Kleinhäusern entlang der Stadtmauer bebaut oder als Gartenfläche genutzt wurde.
Aktennummer E-7-78-173-1.

## Stadtbefestigung
| Lage                                                                                                  | Objekt                        | Beschreibung | Akten-Nr.      | Bild           |
| --- | ----------------------------- | --- | -------------- | -------------- |
| (Standort)                                                                                            | Stadtbefestigung              | umschließt trapezförmiges Areal, erste Befestigung wohl mit Stadtgründung 1. Hälfte 13. Jahrhundert angelegt, Erneuerung und Ausbau unter Herzog Friedrich von Teck 2. Hälfte 14. Jahrhundert und unter den Herren von Frundsberg Ende 15./Anfang 16. Jahrhundert, teilweiser Abbruch und Umgestaltung ab 1806; Stadtmauer, im Norden und Süden teils freistehend und teils mit Häusern des 19. Jahrhunderts überbaut, im Osten wesentliche Partien teilweise mit hölzernem, im 19. Jahrhundert erneuertem Wehrgang erhalten, im Westen fast völlig abgegangen | D-7-78-173-1   | weitere Bilder |
| Imhofgasse 1 (Standort)                                                                               | Oberes Tor                    | fünfgeschossiger, quadratischer Torturm mit tonnengewölbter Durchfahrt und Zeltdach mit Zwerchhäusern und oktogonalen Erkertürmchen, um 1500. (Geschütztes Kulturgut) | D-7-78-173-76  | weitere Bilder |
| Imhofgasse (Standort)                                                                                 | Stadtmauer                    | Teil der Stadtmauer zwischen Oberem Tor und Gefängnisturm, freistehend | D-7-78-173-1   | Stadtmauer     |
| Imhofgasse 3 (Standort)                                                                               | Gefängnisturm (Hungerturm)    | fünfgeschossiger, zylindrischer Backsteinbau mit Spitzhelm, an der südöstlichen Ecke der Altstadt, Unterbau wohl 2. Hälfte 14. Jahrhundert, Obergeschosse Ende 15./Anfang 16. Jahrhundert | D-7-78-173-1   | weitere Bilder |
| Imhofgasse 3 (Standort)                                                                               | ehem. Fronfeste               | zweigeschossige Dreiflügelanlage mit Zelt- und Walmdächern, um den Gefängnisturm angeordnet, 1834 | D-7-78-173-1   | weitere Bilder |
| Imhofgasse, Imhofgasse 5, 7, 9, 11, 29, 31 (evtl. auch in weiteren Häusern verbaute Reste) (Standort) | Stadtmauer                    | Teil der Stadtmauer zwischen Gefängnisturm und Steinstraße, teilweise freistehend, teilweise in Häusern verbaut | D-7-78-173-1   | Stadtmauer     |
| Steinstraße 7 (Standort)                                                                              | Stadtmauer                    | Teil der Stadtmauer zwischen Gefängnisturm und Steinstraße, freistehend, eine Seite des Hauses bildend | D-7-78-173-1   | Stadtmauer     |
| Hohenschlitzgasse, Hohenschlitzgasse 3, 7 (evtl. auch in weiteren Häusern verbaute Reste) (Standort)  | Stadtmauer                    | Teil der Stadtmauer zwischen Steinstraße und der Südwestecke der Altstadt, teilweise freistehend, teilweise in Häusern verbaut | D-7-78-173-1   | Stadtmauer     |
| Kappenzipfelgasse, Kappenzipfelgasse 1, 3 (evtl. auch in weiteren Häusern verbaute Reste) (Standort)  | Stadtmauer                    | Teil der Stadtmauer zwischen Steinstraße und der Südwestecke der Altstadt, teilweise freistehend, teilweise in Häusern verbaut | D-7-78-173-1   | Stadtmauer     |
| Frundsbergstraße, Frundsbergstraße 30 (evtl. auch in weiteren Häusern verbaute Reste) (Standort)      | Stadtmauer                    | Teil der Stadtmauer zwischen Steinstraße und der Südwestecke der Altstadt, teilweise freistehend, teilweise in Häusern verbaut | D-7-78-173-1   | Stadtmauer     |
| Mühlgasse (Standort)                                                                                  | Stadtmauer                    | Teil der Stadtmauer zwischen der Südwestecke der Altstadt und dem Unteren Tor, teilweise freistehend, teilweise in Häusern verbaut | D-7-78-173-1   | Stadtmauer     |
| Maximilianstraße 64 (Standort)                                                                        | Unteres Tor                   | siebengeschossiger, quadratischer Torturm mit tonnengewölbter Durchfahrt und flachem von Laterne bekröntem Zeltdach, wohl 2. Hälfte 14. Jahrhundert. (Geschütztes Kulturgut) | D-7-78-173-103 | weitere Bilder |
| Hermelestraße 8 (Standort)                                                                            | Collegturm                    | dreigeschossiger, runder Bau mit Zeltdach, an der nordwestlichen Ecke der Altstadt, um 1500 | D-7-78-173-1   | Collegturm     |
| Gerberstraße (Ausfluss der Mindel) (Standort)                                                         | Stadtmauer                    | Teil der Stadtmauer am Ausfluss der Mindel, freistehend | D-7-78-173-1   | Stadtmauer     |
| Kirchgasse, Kirchgasse 1, 5, 7, 9 (evtl. auch in weiteren Häusern verbaute Reste) (Standort)          | Stadtmauer                    | Teil der Stadtmauer zwischen Collegturm und Einlasstor, teilweise freistehend, teilweise in Häusern verbaut | D-7-78-173-1   | Stadtmauer     |
| Kornstraße 32, 34 (Standort)                                                                          | Einlasstor (Westernacher Tor) | quadratischer, fünfgeschossiger Torturm mit spitzbogiger, tonnengewölbter Durchfahrt, Zinnenkranz und nördlichem Vorbau, um 1500. | D-7-78-173-65  | weitere Bilder |
| Kirchgasse (Standort)                                                                                 | Stadtmauer                    | Teil der Stadtmauer zwischen Einlasstor und Pfarrturm, teilweise freistehend, teilweise in Häusern verbaut | D-7-78-173-1   | Stadtmauer     |
| Teckstraße (Standort)                                                                                 | Stadtmauer                    | Teil der Stadtmauer zwischen Einlasstor und Pfarrturm, in Grünanlage | D-7-78-173-1   | Stadtmauer     |
| Kirchplatz 1 (Standort)                                                                               | Stadtmauer                    | Teil der Stadtmauer, in der Pfarrkirche verbaut | D-7-78-173-52  | weitere Bilder |
| Pfarrstraße 14, 16 (Standort)                                                                         |                               | Teil der Stadtmauer zwischen Pfarrturm und Oberem Tor, in das Haus einbezogen | D-7-78-173-127 |                |
| Pfarrstraße (Standort)                                                                                | Stadtmauer                    | Teil der Stadtmauer zwischen Pfarrturm und Oberem Tor, teilweise freistehend, teilweise in Häusern verbaut | D-7-78-173-1   | Stadtmauer     |

## Baudenkmäler nach Ortsteilen

### Mindelheim
| Lage                                                           | Objekt                                                    | Beschreibung | Akten-Nr.      | Bild                            |
| -------------------------------------------------------------- | --------------------------------------------------------- | --- | -------------- | ------------------------------- |
| Bahnhofstraße 4 (Standort)                                     | Postamt                                                   | giebelständiger, zweigeschossiger Satteldachbau mit Treppengiebeln und Stichbogenfenstern, eingeschossiger Seitenflügel mit Satteldach und Dachfenstern mit Schweifgiebel, von Karl Erdmannsdorfer, 1927; Pavillon, kleiner Rechteckbau mit konkav geschwungenem Walmdach, von Karl Erdmannsdorfer, 1927. | D-7-78-173-2   | weitere Bilder                  |
| Bahnhofstraße 10 (Standort)                                    | Villa                                                     | zweigeschossiger Mansardwalmdachbau mit Mittelrisalit und zwei Ecktürmen, neubarocke Fassadengestaltung, letztes Viertel 19. Jahrhundert. | D-7-78-173-3   | weitere Bilder                  |
| Bahnhofstraße 14 (Standort)                                    | Wohnhaus                                                  | zweigeschossiger Mansardwalmdachbau mit Flacherker, Fassadendekor im Stil der Neurenaissance, um 1900. | D-7-78-173-4   | weitere Bilder                  |
| Bahnhofstraße 17 (Standort)                                    | Wohnhaus                                                  | zweigeschossiger traufständiger Satteldachbau aus Sichtziegeln mit Eckrisaliten und geputzter Architekturgliederung, Mittelachse mit eingespanntem Laubenbalkon, 1896/97; ehem. Wohnhaus des Orgelbauers Julius Schwarzbauer; siehe auch Bahnhofstraße 17 b | D-7-78-173-306 | weitere Bilder                  |
| Bahnhofstraße 17 b (Standort)                                  | Ehemaliger Trocken- und Lagerstadel                       | zweigeschossige, verschalte Holzständerkonstruktion mit Satteldach, auf gemauertem Sockel, mit verlängertem Vordach, um 1900; ehemals zur Orgelbauwerkstatt Schwarzbauer gehörig; siehe auch Bahnhofstraße 17 | D-7-78-173-318 | BW                              |
| Bahnhofstraße 18 (Standort)                                    | Ehemaliges Amtsgericht                                    | stattlicher, zweigeschossiger Eckbau mit flachem Walmdach, Eck- und Mittelrisaliten, in Formen der Neurenaissance, 1898. | D-7-78-173-5   | weitere Bilder                  |
| Bahnhofstraße 21 (Standort)                                    | Wohnhaus                                                  | zweigeschossiger, giebelständiger Satteldachbau mit Schweifgiebel und neubarocker Fassadengestaltung, um 1900. | D-7-78-173-6   | weitere Bilder                  |
| Bahnhofstraße 23 (Standort)                                    | Wohnhaus                                                  | zweigeschossiger Mansardwalmdachbau mit Fassadenerker, Schweifgiebel und Flachputzgliederung, Ende 19. Jahrhundert. | D-7-78-173-7   | weitere Bilder                  |
| Bahnhofstraße 43 (Standort)                                    | Wohnhaus                                                  | zweigeschossiger Walmdachbau mit Erker auf Volutenkonsolen, Fassadendekor im Stil der Neurenaissance, Ende 19. Jahrhundert; Wohnhaus des Baumeisters Samuel Striebel. | D-7-78-173-8   | weitere Bilder                  |
| Bahnhofstraße 57 (Standort)                                    | Gasthaus zur Siegeshalle                                  | zweigeschossiger Walmdachbau mit übereck gestellten Pfeilervorlagen an östlichen Gebäudeecken, Fassadenmalerei von Franz Xaver Eichele, 1889. | D-7-78-173-9   | weitere Bilder                  |
| Bergwaldstraße 6 (Standort)                                    | Wasserhochbehälter                                        | Ziegelbau mit barockisierender Gliederung, bezeichnet 1891. | D-7-78-173-316 | Wasserhochbehälter              |
| Bergwaldstraße 12 (Standort)                                   | Kelleranlage der ehemaligen Ochsen-Brauerei               | zwei tonnengewölbte Räume mit gemeinsamer Treppenspindel, um 1816. | D-7-78-173-10  | BW                              |
| Bismarckstraße 12 (Standort)                                   | Villa                                                     | zweigeschossiger Walmdachbau mit Erker, Loggia und vorkragendem Treppenhaus, 1927. | D-7-78-173-307 | Villa                           |
| Bismarckstraße 14 (Standort)                                   | Wohnhaus                                                  | zweigeschossiger Ziegelbau mit Sattel- bzw. Schopfwalmdach und hölzerner Veranda, um 1906. | D-7-78-173-308 | Wohnhaus                        |
| Brunnemairstraße 6 (Standort)                                  | Evang.-Luth. Stadtpfarrkirche                             | Johanneskirche, neugotischer, tonnengewölbter Saalbau mit eingezogenem Chor unter Kreuzrippengewölbe, nördlicher Turm mit Pyramidendach, nach Plan von Ferdinand Schildhauer durch Samuel Striebel errichtet, 1897/98, Turm 1935 verändert; mit Ausstattung. | D-7-78-173-13  | weitere Bilder                  |
| Brunnemairstraße 7 (Standort)                                  | Villa                                                     | zweigeschossiger Walmdachbau mit polygonalem Bodenerker und Seitenrisalit, von Anton Horle, 1912. | D-7-78-173-185 | Villa                           |
| Dreerstraße 13 (Standort)                                      | Wohnhaus                                                  | zweigeschossiges Traufseithaus mit Satteldach und profiliertem Ortgang, bezeichnet 1717; mit Kleinhannsstraße 1 und 3 eine Baugruppe von drei Traufseithäusern. | D-7-78-173-15  | Wohnhaus                        |
| Frundsbergstraße 4 (Standort)                                  | Wohnhaus                                                  | zweigeschossiger Walmdachbau mit Eckerker und Zwerchgiebeln, Fassadengestaltung in reichem Jugendstildekor, um 1900. | D-7-78-173-17  | weitere Bilder                  |
| Frundsbergstraße 12 (Standort)                                 | Wohnhaus und Atelier                                      | dreigeschossiger traufständiger Satteldachbau mit zwei Zwerchhäusern, seitlichem Kastenerker und aufgeständerter zweigeschossiger Balkonanlage, um Mitte 19. Jahrhundert mit flachem Walmdach und Attikabrüstung errichtet, im frühen 20. Jahrhundert umgebaut als Wohnhaus und Atelier des Künstlers Erwin Holzbauer; im ehemaligen Stadtgraben in den Stadtmauerverlauf einbezogen | D-7-78-173-319 | BW                              |
| Georgenstraße (Standort)                                       | Brücke über die Mindel                                    | Backsteinkorbbogen des 17. Jahrhunderts; zur ehemaligen Moosmühle gehörig; Bildstock, mit abgewalmtem Satteldach, der Brücke eingefügt, bezeichnet 1763. | D-7-78-173-146 | Brücke über die Mindel          |
| Georgenstraße 11 (Standort)                                    | Ehemaliges Hoffischerhaus                                 | dreigeschossiger Satteldachbau mit profiliertem Traufgesims und Eckrustika, Fresken an Nord- und Ostseite, 18. Jahrhundert. | D-7-78-173-21  | Ehemaliges Hoffischerhaus       |
| Gerberstraße 1 (Standort)                                      | Wohnhaus                                                  | dreigeschossiges Giebelhaus mit Satteldach und Ecklisenen, im Kern 18. Jahrhundert. | D-7-78-173-22  | Wohnhaus                        |
| Gerberstraße 13, 15, 17 (Standort)                             | Wohnhaus                                                  | ein- bis dreigeschossiges Giebelhaus mit versetzten Achsen und Frackdach, im Kern 17./18. Jahrhundert. | D-7-78-173-24  | Wohnhaus                        |
| Gerberstraße 19 (Standort)                                     | Wohnhaus                                                  | dreigeschossiger, giebelständiger Satteldachbau mit Stichbogenfenstern und reicher Fassadengliederung, um 1860. | D-7-78-173-25  | weitere Bilder                  |
| Hauberstraße 2 (Standort)                                      | Franziskanerinnenkloster Hl. Kreuz                        | regelmäßige Vierflügelanlage, dreigeschossiger Ost-, Süd- und Westflügel mit Walmdach, zweigeschossiger Nordflügel mit Satteldach und Kapelle St. Antonius, 1680/81 Nordflügel von Thomas Natter, 1739/40 Ost-, Süd- und Westflügel von Johann Merk; mit Ausstattung; Verbindungsgang zur Stadtpfarrkirche, pilastergegliederter Bau mit Korbbogenarkaden und Satteldach, 1712/13. | D-7-78-173-27  | weitere Bilder                  |
| Hermelestraße 2 (Standort)                                     | Inschriftentafel 1752                                     | | D-7-78-173-28  | Inschriftentafel 1752           |
| Hermelestraße 15 (Standort)                                    | Wohnhaus                                                  | schmaler, zweigeschossiger Traufseitbau mit steilem Satteldach und Karnies an Traufgesims und Giebelschrägen, 2. Hälfte 18. Jahrhundert. | D-7-78-173-31  | weitere Bilder                  |
| Hermelestraße 19 (Standort)                                    | Ehemalige Mühle                                           | stattlicher, zweigeschossiger Satteldachbau mit befenstertem Kniestock, Stichbogenfenstern und Ecklisenen, 1855. | D-7-78-173-33  | weitere Bilder                  |
| Hermelestraße 21 (Standort)                                    | Giebelfresko                                              | hl. Florian und hl. Georg, 18. Jahrhundert. | D-7-78-173-34  | weitere Bilder                  |
| Hermelestraße 23 (Standort)                                    | Ehemaliges Stadtjägerhaus                                 | Mittertennbau, zweigeschossiger Satteldachbau mit reichem klassizistischem Putz- und Stuckdekor, frühes 19. Jahrhundert. | D-7-78-173-35  | weitere Bilder                  |
| Hermelestraße 25 (Standort)                                    | Wohnhaus                                                  | wohl ehemaliges kurfürstliches Jagdhaus, dreigeschossiger Satteldachbau, frühes 18. Jahrhundert; Torbogen, Torpfeiler mit Spitzhelmen, Mitte 19. Jahrhundert. | D-7-78-173-36  | Wohnhaus                        |
| Hungerbachgasse 9 (Standort)                                   | Ehemalige katholische Kapelle St. Silvester               | jetzt Turmuhrenmuseum, spätgotischer Satteldachbau, südlicher Turm mit Laternenkuppel, 1409, Veränderungen im 18. Jahrhundert und 1763, Umbauten im 19. Jahrhundert und 1948/49. | D-7-78-173-38  | weitere Bilder                  |
| Im Eichet 27 (Standort)                                        | Katholische Kapelle Maria Schnee                          | Sogenannte Eichetkapelle, neuromanischer Saalbau mit dreiseitigem Schluss und Dachreiter, 1871; mit Ausstattung; ca. 1 km südöstlich der Stadt, an der Straße nach Mindelau. | D-7-78-173-144 | weitere Bilder                  |
| Kappelgasse 2 (Standort)                                       | Gasthaus                                                  | ehemaliges Gasthaus zum Rappen, zweigeschossiges Traufseithaus mit Satteldach, 7 Achsen in ungleichen Abständen, im Erdgeschoss Rauhputzquaderung, darüber doppeltes Gurtgesims, ander Traufe Kastengesims. 18. Jahrhundert. | D-7-78-173-43  | weitere Bilder                  |
| Kappelgasse 4 (Standort)                                       | Wohnhaus                                                  | zweigeschossiges Traufseithaus mit Satteldach, Gurt- und Kastengesims, 18. Jahrhundert. | D-7-78-173-44  | Wohnhaus                        |
| Kaufbeurer Straße 4 (Standort)                                 | Wohnhaus                                                  | zweigeschossiger, traufständiger Satteldachbau mit befenstertem Kniestock und Putzgliederung, Ende 19. Jahrhundert/Anfang 20. Jahrhundert. | D-7-78-173-315 | Wohnhaus                        |
| Kirchgasse 1 (Standort)                                        | Wohnhaus                                                  | schmales, dreigeschossiges Traufseithaus mit Satteldach und klassizistischer Fassadengliederung, um 1800; einbezogenes Stadtmauerteilstück, um 1500; siehe Stadtbefestigung | D-7-78-173-46  | Wohnhaus                        |
| Kirchgasse 9 (Standort)                                        | Wohnhaus                                                  | dreigeschossiges Traufseithaus mit Pultdach und Bodenerker, verputztes Fachwerkobergeschoss, wohl Ende 18. Jahrhundert; siehe Stadtbefestigung | D-7-78-173-48  | Wohnhaus                        |
| Kirchgasse 15 (Standort)                                       | Wohnhaus                                                  | dreigeschossiges, traufständiges Satteldachhaus mit Pilastern, 18. Jahrhundert. | D-7-78-173-50  | Wohnhaus                        |
| Kirchplatz 1 (Standort)                                        | Katholische Stadtpfarrkirche St. Stephan                  | pilastergegliederter Saalbau mit eingezogenem Chor, nördlicher Turm mit Spitzhelm, im Kern frühes 15. Jahrhundert, Neubau von Valerian Brenner, 1712/13, Turmobergeschosse 1717/18 und 1851 verändert, Umgestaltung durch Matthias Berger 1862–67, südöstlicher Treppenturm von Michael Kurz 1939; mit Ausstattung; einbezogene Stadtmauerteile, um 1500; siehe Stadtbefestigung. | D-7-78-173-52  | weitere Bilder                  |
| Kirchplatz 2 (Standort)                                        | Gruftkapelle                                              | Doppelkapelle Maria Schnee und St. Michael, Doppelanlage mit dreiseitigem Schluss und Dachreiter mit Zwiebelhaube, nördlicher Kapellenanbau mit Volutengiebel, im Kern spätgotische Friedhofskapelle, Umgestaltung Anfang 18. Jahrhundert und um 1726; mit Ausstattung. | D-7-78-173-53  | weitere Bilder                  |
| Kleinhannsstraße 1 (Standort)                                  | Wohnhaus                                                  | zweigeschossiger Traufseitbau mit abgewalmtem Dach und Zwerchhäusern, 18. Jahrhundert; mit Kleinhannsstraße 3 und Dreerstraße 13 eine Baugruppe von drei Traufseithäusern. | D-7-78-173-188 | Wohnhaus                        |
| Kleinhannsstraße 4 (Standort)                                  | Fresken                                                   | Heiliger Joseph und Maria, Ende 18. Jahrhundert. | D-7-78-173-56  | Fresken                         |
| Kornstraße 3 (Standort)                                        | Gemälde                                                   | Dreifaltigkeit, Gemälde auf Blech 18. Jahrhundert | D-7-78-173-58  | Gemälde                         |
| Kornstraße 8 (Standort)                                        | Christus in der Rast                                      | 18. Jahrhundert | D-7-78-173-60  | Christus in der Rast            |
| Kornstraße 13 (Standort)                                       | ehemaliges Gasthaus zum Löwen                             | zweigeschossiger, giebelständiger Satteldachbau mit Ecklisenen und Putzdekor, im Kern 18. Jahrhundert. | D-7-78-173-61  | weitere Bilder                  |
| Kornstraße 18 (Standort)                                       | Ausstattung der Weinstube                                 | Holzvertäfelung, Wandbilder, geätzte Scheiben, bezeichnet 1895. | D-7-78-173-62  | Ausstattung der Weinstube       |
| Kornstraße 30 (Standort)                                       | Wohnhaus                                                  | zwei- bzw. dreigeschossiger Anbau an das Einlasstor, Pultdach, um 1500; siehe Stadtbefestigung. (Geschütztes Kulturgut) | D-7-78-173-64  | weitere Bilder                  |
| Kornstraße 35, 37 (Standort)                                   | Wohnhaus                                                  | zweigeschossiges Giebelhaus mit steilem Satteldach und Kastengesims, 18. Jahrhundert. | D-7-78-173-66  | Wohnhaus                        |
| Krumbacher Straße 17 (Standort)                                | Villa                                                     | zweigeschossiger Mansardwalmdachbau mit Mittelrisalit, Fassadendekor im Stil der Neurenaissance, Ende 19. Jahrhundert. | D-7-78-173-67  | Villa                           |
| Landsberger Straße 2, 4, 6 (Standort)                          | Wohnhaus                                                  | zweigeschossiger Walmdachbau zu 13 Achsen mit Mittelrisalit, Fassadendekor im Stil der Neurenaissance, 1893. | D-7-78-173-69  | weitere Bilder                  |
| Landsberger Straße 12 (Standort)                               | Städtischer Friedhof                                      | mit Grabsteinen des 19. und 20. Jahrhunderts; Friedhofskapelle St. Johannes Baptist und Johannes Evangelist, flachgedeckter Saalbau mit Chor unter Stichkappentonne, Dachreiter mit Spitzhelm, durch Christoph Fugger, 1599, Umgestaltung 1679; mit Ausstattung; Leichenhalle, neuromanischer Walmdachbau, Ende 19. Jahrhundert. | D-7-78-173-70  | Städtischer Friedhof            |
| Lautenstraße 15 (Standort)                                     | Wohnhaus                                                  | zweigeschossiger, giebelständiger Satteldachbau mit Ecklisenen, profiliertem Giebelgesims und Halbkreisöffnung im Giebelfeld, Anfang 19. Jahrhundert. | D-7-78-173-72  | Wohnhaus                        |
| Luxenhoferstraße 13 (Standort)                                 | Katholische Kapelle St. Antonius                          | kleiner kreuzgratgewölbter Rechteckbau mit Karniesgesims und pilastergerahmtem Portal, um 1700; mit Ausstattung. | D-7-78-173-74  | weitere Bilder                  |
| Maximilianstraße 7 (Standort)                                  | Wohn- und Geschäftshaus                                   | dreigeschossiger Giebelbau mit Satteldach, Schweifgiebel und neubarocker Fassadengestaltung, im Kern wohl 18. Jahrhundert, Fassade um 1900. | D-7-78-173-77  | weitere Bilder                  |
| Maximilianstraße 11 (Standort)                                 | Wohn- und Geschäftshaus                                   | zweigeschossiger Giebelbau mit Satteldach, Schweifgiebel und neubarocker Fassadengestaltung, im Kern 18. Jahrhundert Fassade Ende 19. Jahrhundert. | D-7-78-173-78  | Wohn- und Geschäftshaus         |
| Maximilianstraße 26 (Standort)                                 | Ehemaliges Weberhaus                                      | seit 1783 Rathaus, dreigeschossiger Satteldachbau in Ecklage mit Schweifgiebel und Eckerker, reiche Fassadengestaltung im Stil der Neurenaissance, im Kern um 1658, Umgestaltung nach Plänen von Eugen Drollinger 1897 und 1927/28. | D-7-78-173-80  | weitere Bilder                  |
| Maximilianstraße 27, 27a (Standort)                            | Ehemaliges Spital zum Hl. Geist                           | dreigeschossiger Walmdachbau mit Dachreiter, zwei Flügeln und Kapelle im Hauptbau, 1678, Umgestaltung und Veränderung der Fassade durch Johann Michael Voit 1829–32; mit Ausstattung. | D-7-78-173-81  | Ehemaliges Spital zum Hl. Geist |
| Maximilianstraße 35 (Standort)                                 | Ehemaliges Wachszieherei                                  | Sogenanntes Jochamhaus, dreigeschossiger Giebelbau mit Satteldach und geschweiftem Volutengiebel, im Kern 18. Jahrhundert, neubarocke Fassadengestaltung von Eugen Drollinger 1898. | D-7-78-173-83  | weitere Bilder                  |
| Maximilianstraße 36 (Standort)                                 | Marienapotheke                                            | dreigeschossiges, stattliches Eckhaus mit Satteldach, Zwerchhaus, abgetrepptem Schweifgiebel und Erker, im Kern wohl 17. Jahrhundert, Fassadengestaltung im Stil der Neurenaissance von 1901. | D-7-78-173-84  | weitere Bilder                  |
| Maximilianstraße 38 (Standort)                                 | Wohn- und Geschäftshaus                                   | giebelständiger, dreigeschossiger Satteldachbau mit dreigeschossigem Giebel und Figurennische, 17./18. Jahrhundert. | D-7-78-173-85  | Wohn- und Geschäftshaus         |
| Maximilianstraße 39 (Standort)                                 | Gasthof zur Post                                          | dreigeschossiges Giebelhaus mit Satteldach und dreigeschossigem Giebel, 17./18. Jahrhundert, Umbauten im 19. und 20. Jahrhundert. | D-7-78-173-86  | Gasthof zur Post                |
| Maximilianstraße 42 (Standort)                                 | Ehemaliges Gasthaus zum Kreuz                             | dreigeschossiges Giebelhaus mit Satteldach und dreigeschossigem Giebel, 17. Jahrhundert, erneuert. | D-7-78-173-87  | Ehemaliges Gasthaus zum Kreuz   |
| Maximilianstraße 46 (Standort)                                 | Wohn- und Geschäftshaus                                   | dreigeschossiges Giebelhaus mit Satteldach und Treppengiebel, im Kern wohl 18. Jahrhundert, neugotischer Fassadendekor Mitte 19. Jahrhundert. | D-7-78-173-88  | weitere Bilder                  |
| Maximilianstraße 48 (Standort)                                 | Wohn- und Geschäftshaus                                   | schmales, zweiachsiges, dreigeschossiges Giebelhaus mit Satteldach und Schweifgiebel, 17./18. Jahrhundert. | D-7-78-173-89  | Wohn- und Geschäftshaus         |
| Maximilianstraße 49 (Standort)                                 | Wohn- und Geschäftshaus                                   | dreigeschossiger Giebelbau mit Satteldach und neubarockem Schweifgiebel mit Vase und Hirschgeweih, 18. Jahrhundert, um 1900 umgestaltet. | D-7-78-173-90  | Wohn- und Geschäftshaus         |
| Maximilianstraße 50 (Standort)                                 | Wohn- und Geschäftshaus                                   | dreigeschossiges Giebelhaus mit Satteldach und Schweifgiebel, 18. Jahrhundert, neubarocke Fassadengestaltung Ende 19. Jahrhundert. | D-7-78-173-91  | Wohn- und Geschäftshaus         |
| Maximilianstraße 51 (Standort)                                 | Wohnhaus                                                  | dreigeschossiger Giebelbau mit Satteldach und Schweifgiebel und historisierendem Fassadendekor, 18. Jahrhundert, Fassade 1901. | D-7-78-173-92  | weitere Bilder                  |
| Maximilianstraße 52 (Standort)                                 | Ehemaliger Gasthof zum Mohren                             | zweigeschossiger, giebelständiger Satteldachbau mit dreigeschossigem Giebel, wohl 16. Jahrhundert, erneuert. | D-7-78-173-93  | Ehemaliger Gasthof zum Mohren   |
| Maximilianstraße 54 (Standort)                                 | Wohn- und Geschäftshaus                                   | dreigeschossiges Giebelhaus mit Satteldach und Schweifgiebel, im Kern wohl 18. Jahrhundert, neubarocke Fassadengestaltung um 1900. | D-7-78-173-95  | weitere Bilder                  |
| Maximilianstraße 55 (Standort)                                 | Engelapotheke                                             | dreigeschossiger Giebelbau mit Satteldach und dreigeschossigem Giebel, im Kern wohl 2. Hälfte 16. Jahrhundert. | D-7-78-173-96  | Engelapotheke                   |
| Maximilianstraße 57 (Standort)                                 | Ehemaliger Gasthof Lamm                                   | zweigeschossiger Giebelbau mit Satteldach, im Kern 17. Jahrhundert, Dachstuhl um 1700, Fresko mit Tod des Hl. Franziskus und Ausleger Mitte 18. Jahrhundert, erneuert. | D-7-78-173-97  | Ehemaliger Gasthof Lamm         |
| Maximilianstraße 59 (Standort)                                 | Wohnhaus                                                  | dreigeschossiger Walmdachbau mit Mezzanin und klassizistischer Fassadengestaltung, im Kern 18. Jahrhundert, Dach und Fassade Mitte 19. Jahrhundert. | D-7-78-173-98  | Wohnhaus                        |
| Maximilianstraße 60 (Standort)                                 | Ehemaliges Jesuitengymnasium                              | dreigeschossige Zweiflügelanlage mit Walm- bzw. Satteldach und Dachreiter, von Michael Wittmer, 1656–59, Veränderungen im 18. Jahrhundert und 1964. | D-7-78-173-99  | weitere Bilder                  |
| Maximilianstraße 61 (Standort)                                 | Ehemaliges Pfleghaus                                      | dreigeschossiger Mansardwalmdachbau mit profiliertem Traufgesims, Anfang 18. Jahrhundert, Dach wohl Ende 18. Jahrhundert. | D-7-78-173-100 | Ehemaliges Pfleghaus            |
| Maximilianstraße 62 (Standort)                                 | Katholische Filialkirche Mariä Verkündigung               | ehemalige Augustiner-, dann Jesuitenkirche, pilastergegliederte Wandpfeileranlage mit eingezogenem Chor und westlichen Treppentürmen, Chor Mitte 15. Jahrhundert, Langhaus von Johannes Holl 1625/26, Umbau 1721/22; mit Ausstattung | D-7-78-173-101 | weitere Bilder                  |
| Maximilianstraße 63, Fuggerstraße 3 (Standort)                 | Institut der Englischen Fräulein                          | unregelmäßige Vierflügelanlage, dreigeschossige Walm- bzw. Satteldachbauten mit Kapelle Herz Jesu im Nordflügel, von German Pecher und Valerian Brenner 1715–20, Erweiterung des Südflügels nach Westen 1896/97, Verbreiterung des Ostflügels durch Johann Baptist Nerb 1954; mit Ausstattung | D-7-78-173-102 | weitere Bilder                  |
| Maximilianstraße 65 (Standort)                                 | Wohnhaus                                                  | dreigeschossiger Giebelbau mit Satteldach, im Kern 17./18. Jahrhundert. | D-7-78-173-104 | Wohnhaus                        |
| Maximilianstraße 69 (Standort)                                 | Wohn- und Geschäftshaus                                   | dreigeschossiger Satteldachbau in Ecklage, 18. Jahrhundert, um 1800 und 2. Hälfte 19. Jahrhundert verändert. | D-7-78-173-105 | weitere Bilder                  |
| Memminger Straße 1 (Standort)                                  | Gasthof Dreikönig                                         | stattlicher, zweigeschossiger Traufseitbau mit Satteldach und Ausleger, im Kern 17. Jahrhundert. | D-7-78-173-106 | Gasthof Dreikönig               |
| Memminger Straße 3 (Standort)                                  | Ehemaliger Gutshof des Institutes der Englischen Fräulein | vermutlich ehemaliger Meierhof des Jesuitengymnasiums, zweigeschossige Vierflügelanlage mit Satteldach und Hauskapelle im Nordflügel, 1. Drittel 18. Jahrhundert, erneuert. | D-7-78-173-108 | weitere Bilder                  |
| Memminger Straße 9 (Standort)                                  | Katholische Liebfrauenkapelle                             | Kapelle des ehemaligen Leprosenhauses, Saalbau mit dreiseitigem Schluss, Dachreiter mit Haubendach und östlicher Brunnenkapelle, im Kern um 1455, Umgestaltung Mitte 17. Jahrhundert und 1725; mit Ausstattung; Verbindungsbau zum Leprosenhaus, zweigeschossiger Satteldachbau mit Oratorium und Franziskusgrotte, 17. Jahrhundert. | D-7-78-173-112 | weitere Bilder                  |
| Memminger Straße 13, 15 (Standort)                             | Ehemaliges Leprosenhaus                                   | erwähnt 1360, zweigeschossiger Satteldachbau, 17. Jahrhundert, erneuert. | D-7-78-173-113 | Ehemaliges Leprosenhaus         |
| Memminger Straße 18 (Standort)                                 | Ehemaliges Landratsamt                                    | winkelförmiger, zweigeschossiger Bau in historisierenden Formen mit polygonalen Eckerkern, Treppenturm und Satteldach, 1913. | D-7-78-173-187 | weitere Bilder                  |
| Memminger Straße 39 (Standort)                                 | Katholische Herrgottsruhkapelle                           | pilastergegliederter Zentralbau über längsovalem Grundriss mit Dachreiter und nördlichem Vorbau, 1718; mit Ausstattung; Lindenallee, 1723. | D-7-78-173-114 | weitere Bilder                  |
| Memminger Straße 42 (Standort)                                 | Katholische Kapelle St. Katharina                         | achteckiger Zentralbau mit Dachreiter, mit Verbindungsbau zum anschließenden ehemaligen Mesnerhaus, 1606/07, Umgestaltung 1. Hälfte 18. Jahrhundert; mit Ausstattung. | D-7-78-173-115 | weitere Bilder                  |
| Memminger Straße 43 (Standort)                                 | Ehemaliger Rechbergkeller                                 | zweigeschossiger, giebelständiger Satteldachbau mit reicher Fassadengliederung, am Hang stehend, mit erdgeschossigem, auf Pfeilern gestütztem Vorbau im Norden, 1816/17. | D-7-78-173-116 | Ehemaliger Rechbergkeller       |
| Mindelgasse (Standort)                                         | Bildstock                                                 | Gusseisensäule des späten 19. Jahrhunderts mit Muttergottes, wohl frühes 18. Jahrhundert. | D-7-78-173-121 | Bildstock                       |
| Mindelgasse 1 (Standort)                                       | Ehemaliges Rentamt                                        | stattliches, zweigeschossiges Mansarddachhaus, 1758. | D-7-78-173-118 | Ehemaliges Rentamt              |
| Mindelgasse 2, Mühlgasse 3 (Standort)                          | Ehemaliges Handwerkerhaus                                 | zweigeschossiger, giebelständiger Satteldachbau, über der Mindel errichtet, 16./17. Jahrhundert, südliche Holzgalerie 18. Jahrhundert | D-7-78-173-119 | Ehemaliges Handwerkerhaus       |
| Mindelgasse 20 (Standort)                                      | Wohnhaus                                                  | zweigeschossiger, giebelständiger Satteldachbau mit Volutengiebel, 1. Viertel 18. Jahrhundert, klassizistische Haustüre um 1800. | D-7-78-173-120 | Wohnhaus                        |
| Mühlgasse 1 (Standort)                                         | Wohnhaus                                                  | kleiner, zweigeschossiger Traufseitbau mit Satteldach, südlichem Krüppelwalm und Kastengesims, 18. Jahrhundert; an der Mindel. | D-7-78-173-122 | weitere Bilder                  |
| Mühlgasse 5 (Standort)                                         | Holzfigur                                                 | Muttergottes, 1. Hälfte 18. Jahrhundert | D-7-78-173-124 | Holzfigur                       |
| Mühlgasse 9 (Standort)                                         | Holzfiguren                                               | Muttergottes und hl. Joseph, gefasste Holzfiguren in Muschelnischen, frühes 18. Jahrhundert | D-7-78-173-125 | Holzfiguren                     |
| Pfarrstraße 1 (Standort)                                       | Ehemalige Benefiziatenhäuser                              | Gruppe von vier Häusern, zweigeschossige Bauten unter gemeinsamem Mansardwalmdach, Zwerchhäuser mit Volutengiebeln und Kranbalken, von Michael Koch, 1757 | D-7-78-173-26  | Ehemalige Benefiziatenhäuser    |
| Pfarrstraße 14, 16 (Standort)                                  | Ehemaliges Mesnerhaus                                     | Doppelhaus, dreigeschossiger, giebelständiger Satteldachbau mit dreigeschossigem Giebel, Gurt- und Giebelgesimsen, 17. Jahrhundert; einbezogener Abschnitt der Stadtmauer, um 1500; siehe Stadtbefestigung | D-7-78-173-127 | Ehemaliges Mesnerhaus           |
| Reichenwallerstraße 8 (Standort)                               | Knabenschule                                              | dreigeschossiger Walmdachbau mit Treppenturm auf abgewinkeltem Grundriss, in barockisierenden Jugendstilformen, von Anton Horle, 1912/13. | D-7-78-173-130 | weitere Bilder                  |
| Schloß Mindelburg 1, 2, 3, Sankt Georgenberg 17, 20 (Standort) | Mindelburg                                                | staufischer Herrschaftssitz, unter Herzog Friedrich von Teck um 1370 erweitert und unter den Herren von Frundsberg im späten 15. und frühen 16. Jahrhundert erneuert; Palas, viergeschossiger Satteldachbau mit Türmchen an der Nordseite und neugotischem Anbau an der Westseite, Fundamente 12. /13. Jahrhundert, im Kern um 1500, um 1670 erneuert, Umgestaltung 1878; Treppenturm und Verbindungstrakt, zwischen Hauptbau und Kapelle, 16. Jahrhundert, Turm um 1670; Schlosskapelle St. Georg, Saalbau mit eingezogenem Chor, geschwungenem Giebel und Dachreiter mit Zwiebelhaube, im Kern 1370, Veränderungen 2. Hälfte 15. Jahrhundert, 1684 und 1718; mit Ausstattung; Reste des ehemaligen Westflügels, Ziegelmauer mit Stützpfeilern und stichbogigem Portal, bezeichnet 1583; Fallturm, zylindrischer Turm mit Gurtgesimsen, Zinnenkranz und südlich angebautem Treppenturm, 1. Hälfte 16. Jahrhundert; Brunnen, gemauert, wohl Ende 15. Jahrhundert; Torhaus, ehemaliges Benefiziatenhaus, unregelmäßiger, dreigeschossiger, turmartiger Satteldachbau mit Blendarkaden, am Graben errichtet, frühes 16. Jahrhundert; Brücke und Futtermauern des Abschnittsgrabens, wohl frühes 16. Jahrhundert; Wohnhaus, zwei- bzw. dreigeschossiger Satteldachbau mit Fachwerkobergeschoss, Verbindungsbau zwischen äußerem Tor und Rundturm der Ringmauer, im Kern wohl 16. Jahrhundert; Burgschenke, wohl ehemaliges Torwächterhaus, dann Kornmesserhaus, zweigeschossiger Satteldachbau, im Kern 16./17. Jahrhundert, Veränderungen 18.–20. Jahrhundert; Ökonomiegebäude, erdgeschossiger Satteldachbau, 19. Jahrhundert; Äußeres Tor, viereckiger Torturm mit tonnengewölbter Durchfahrt und Satteldach, im Kern Ende 15./Anfang 16. Jahrhundert, Veränderungen 17./18. Jahrhundert; Barbakane, dem äußeren Tor vorgelagert, im Kern 15./16. Jahrhundert; Befestigungsanlage, Ringmauer mit Rondellen und Rundtürmen, um Haupt- und Vorburg angelegt, Ziegelmauerwerk, spätes 15./frühes 16. Jahrhundert. (Geschütztes Kulturgut) | D-7-78-173-117 | weitere Bilder                  |
| Schrannenplatz 4 (Standort)                                    | Wohnhaus                                                  | ehemals mit Gaststätte, dreigeschossiger, giebelständiger Satteldachbau mit Wellengiebel, Putzgliederung und traufseitigen Zwerchhäusern mit Walmdach, Anfang 18. Jahrhundert. | D-7-78-173-132 | Wohnhaus                        |
| Schrannenplatz 8, Hermelestraße 4 (Standort)                   | ehem. Jesuitenkolleg                                      | unregelmäßige Dreiflügelanlage, zwei- bzw- dreigeschossige Satteldachbauten, Südteil des Ostflügels mit Sakristei, Ignatiuskapelle und ehem. Oratorium von Johannes Holl 1627–29, Westflügel nach Plänen von Johannes Holl durch Albert Vaironi 1630/31 erbaut, Ostflügel mit Quertrakt von Michael Thumb 1668–71, Veränderungen 18. Jahrhundert; mit Ausstattung | D-7-78-173-101 | weitere Bilder                  |
| Schwindling (Standort)                                         | Bildstock                                                 | 18. Jahrhundert; an der Abzweigung nach Nassenbeuren. | D-7-78-173-147 | Bildstock                       |
| Steinstraße 12, 14 (Standort)                                  | Wohn- und Geschäftshaus                                   | zwei- bzw. dreigeschossiges Doppelhaus mit asymmetrischem Giebel, Frackdach und polygonalem Eckerker, 17. Jahrhundert. | D-7-78-173-134 | weitere Bilder                  |
| Steinstraße 16 (Standort)                                      | Wohnhaus                                                  | zweigeschossiger, giebelständiger Mansarddachbau, spätes 18. Jahrhundert. | D-7-78-173-135 | Wohnhaus                        |
| Steinstraße 20 (Standort)                                      | Staatliches Forstamt                                      | zweigeschossiger Villenbau mit Mansardwalmdach, in Formen der Renaissance, 1886. | D-7-78-173-136 | weitere Bilder                  |
| Stephanstraße (Standort)                                       | Gedenkstein                                               | Sandsteinobelisk auf Sockel aus Nagelfluh, 1859; in Anlage an der Westseite der Westernacher Straße, Einmündung Stephanstraße | D-7-78-173-142 | Gedenkstein                     |
| Teckstraße 7, 9 (Standort)                                     | Ehemaliges Zollwächterhaus                                | zweigeschossiger, traufständiger Satteldachbau mit Ecklisenen, 17./18. Jahrhundert. | D-7-78-173-138 | weitere Bilder                  |
| Teckstraße 18 (Standort)                                       | Villa                                                     | zweigeschossiger Walmdachbau mit Mezzanin, Fassadengestaltung in spätklassizistischen Formen, von Peter Klein, 1872–75. | D-7-78-173-139 | weitere Bilder                  |
| Teckstraße 24 (Standort)                                       | Wohnhaus                                                  | kleiner, zweigeschossiger Walmdachbau mit Eckpilastern und Eingangsrisalit mit Zwerchhaus, 1. Hälfte 18. Jahrhundert. | D-7-78-173-140 | weitere Bilder                  |
| Westernacher Straße 2 (Standort)                               | Gasthof                                                   | zweigeschossiger Traufseitbau mit Satteldach und Ausleger, frühes 19. Jahrhundert. | D-7-78-173-141 | weitere Bilder                  |

### Doldenhausen
| Lage                      | Objekt                | Beschreibung                                                                        | Akten-Nr.      | Bild           |
| ------------------------- | --------------------- | ----------------------------------------------------------------------------------- | -------------- | -------------- |
| Doldenhausen 4 (Standort) | Kapelle St. Mauritius | Rechteckbau mit Satteldach, eingezogenem Chor und Dachreiter, 1660; mit Ausstattung | D-7-78-173-148 | weitere Bilder |

### Gernstall
| Lage                             | Objekt                                              | Beschreibung | Akten-Nr.      | Bild               |
| -------------------------------- | --------------------------------------------------- | --- | -------------- | ------------------ |
| Apfeltracher Straße 8 (Standort) | Katholische Kapelle zu den Sieben Schmerzen Mariens | kleiner Rechteckbau mit halbrundem Schluss, profiliertem Traufgesims und Dachreiter, wohl frühes 18. Jahrhundert; mit Ausstattung. | D-7-78-173-150 | weitere Bilder     |
| Mühlstraße 6 (Standort)          | Mühle                                               | zweigeschossiger Satteldachbau mit Traufgesims, um 1800 errichtet                                                                  | D-7-78-173-151 | weitere Bilder     |
| Mühlstraße 6 (Standort)          | Wirtschaftsgebäude                                  | Satteldachbau mit Kastengesims und Blendarkaden, um 1820/30.                                                                       | D-7-78-173-151 | Wirtschaftsgebäude |

### Heimenegg
| Lage                    | Objekt                           | Beschreibung | Akten-Nr.      | Bild           |
| ----------------------- | -------------------------------- | --- | -------------- | -------------- |
| Heimenegg 5 (Standort)  | Bauernhaus                       | zweigeschossiger Satteldachbau mit Fresken, im Kern 18. Jahrhundert, Fresken spätes 18. Jahrhundert, erneuert                    | D-7-78-173-153 | Bauernhaus     |
| Heimenegg 20 (Standort) | Katholische Kapelle St. Wendelin | kleiner, pilastergegliederter Bau mit halbrundem Schluss und Dachreiter, vielleicht von Thomas Natter, um 1700; mit Ausstattung. | D-7-78-173-152 | weitere Bilder |

### Katzenhirn
| Lage                     | Objekt                         | Beschreibung | Akten-Nr.      | Bild           |
| ------------------------ | ------------------------------ | --- | -------------- | -------------- |
| Katzenhirn 11 (Standort) | Katholische Kapelle St. Martin | kleiner Rechteckbau mit leicht eingezogenem, halbrundem Schluss, Dachreiter und westlichem Vorbau, 18. Jahrhundert, Vorbau und Dachreiter 19. Jahrhundert; mit Ausstattung. | D-7-78-173-154 | weitere Bilder |

### Lohhof
| Lage                                                           | Objekt                                               | Beschreibung | Akten-Nr.      | Bild           |
| -------------------------------------------------------------- | ---------------------------------------------------- | --- | -------------- | -------------- |
| Lohhof 1 (Standort)                                            | Ehemaliges Dominikanerinnenkloster mit Konventbauten | einheitlich nach Plänen von Hans Schurr durch Wilhelm Striebel errichtet, 1903–07; mit Ausstattung; dreigeschossige Vierflügelanlage im neuromanischen Stil, an der Westseite runde Ecktürme | D-7-78-173-155 | weitere Bilder |
| Lohhof 1 a (Standort)                                          | Kirche St. Josef                                     | Saalbau mit eingezogener Apsis und südlichem Turm mit Faltdach | D-7-78-173-155 | weitere Bilder |
| Lohhof 3, 5, 7 (Standort)                                      | Ökonomiehof                                          | Ehemaliger Gutshof; Wohnhaus, langgestreckter, zweigeschossiger Satteldachbau mit Dachreiter, 18./19. Jahrhundert; Nebengebäude, zweigeschossiger Satteldachbau mit Lisenengliederung, wohl gleichzeitig; Ökonomiegebäude, Satteldachbauten, wohl 19. Jahrhundert; ehemalige Mühle, zweigeschossig mit Satteldach, 19. Jahrhundert | D-7-78-173-192 | weitere Bilder |
| Lohhof 9 (Standort)                                            | Katholische Kapelle St. Anna                         | romanisierender Rechteckbau mit eingezogener, halbrunder Apsis und westlichem Turm mit Spitzhelm, von Stephan Stark, 1874; mit Ausstattung | D-7-78-173-156 | weitere Bilder |
| B 16 (900 m südlich von Lohhof an der Bundesstraße) (Standort) | Steinkreuz                                           | Sandstein, wohl spätmittelalterlich | D-7-78-173-157 | Steinkreuz     |

### Mindelau
| Lage                     | Objekt                                         | Beschreibung | Akten-Nr.      | Bild           |
| ------------------------ | ---------------------------------------------- | --- | -------------- | -------------- |
| Kirchenweg 9 (Standort)  | Pfarrhaus                                      | zweigeschossiger Satteldachbau mit Ecklisenen, Ende 18. Jahrhundert, im Kern wohl älter | D-7-78-173-159 | Pfarrhaus      |
| Kirchenweg 11 (Standort) | Friedhofskapelle                               | ehemalige Grabkapelle, jetzt Leichenhaus, quadratischer, romanisierender Zentralbau mit flachen Strebepfeilern und Dreiecksgiebeln, 1853–58; mit Ausstattung; südlich des Chores der Kirche | D-7-78-173-161 | weitere Bilder |
| Kirchenweg 11 (Standort) | Katholische Pfarrkirche St. Jakobus der Ältere | pilastergegliederter Saalbau mit eingezogenem Chor und nördlichem Turm mit Zwiebelhaube, wohl von Thomas Natter, 1713; mit Ausstattung                                                      | D-7-78-173-160 | weitere Bilder |
| Staig 3 (Standort)       | Kruzifix                                       | Holz, 2. Viertel 18. Jahrhundert | D-7-78-173-162 | BW             |

### Nassenbeuren
| Lage                                                                    | Objekt                                     | Beschreibung | Akten-Nr.      | Bild           |
| ----------------------------------------------------------------------- | ------------------------------------------ | --- | -------------- | -------------- |
| An der Schule 9 (Standort)                                              | Schule                                     | Schule, zweigeschossiger Walmdachbau mit profiliertem Traufgesims und Zwerchhäusern mit geschwungenen Giebeln, Anfang 20. Jahrhundert | D-7-78-173-309 | weitere Bilder |
| Hauptstraße 22 (Standort)                                               | Bauernhaus                                 | Mitterstallbau, zweigeschossiger Bau mit flachem Satteldach, korbbogigen Toren und geständertem Kniestock, im Kern 18. Jahrhundert | D-7-78-173-164 | Bauernhaus     |
| Kirchstraße 7 (Standort)                                                | Katholische Pfarrkirche St. Vitus          | Chorturmanlage, Saalbau mit eingezogenem Rechteckchor und östlichem Turm mit Zwiebelhaube, Chorwände und Turmunterbau 12.–14. Jahrhundert, Turmobergeschoss wohl um 1720, Umgestaltung und Langhaus 1739, Umgestaltungen 1852 und später; mit Ausstattung | D-7-78-173-165 | weitere Bilder |
| Kirchstraße 9 (Standort)                                                | Pfarrhaus                                  | zweigeschossiger Bau mit Mansardwalmdach, reich profiliertem Traufgesims und klassizistischer Ädikula am Südeingang, 1796 | D-7-78-173-166 | Pfarrhaus      |
| Lindenallee 1 (Standort)                                                | Katholische Wallfahrtskapelle Maria Schnee | pilastergegliederter Saalbau mit eingezogenem Chor und Dachreiter mit Zwiebelhaube, 1701–03, Umgestaltung 1730/40, Dachreiter 1954/55 erneuert; mit Ausstattung                                                                                           | D-7-78-173-167 | weitere Bilder |
| Schelmengasse 2 (Standort)                                              | Arma-Christi-Kreuz                         | wohl 1. Hälfte 19. Jahrhundert (Hinweis: Kreuz 2017 durch Neuanfertigung ersetzt) | D-7-78-173-169 | BW             |
| Kapellenäcker (südwestlich vom Ort, 600 m jenseits der Bahn) (Standort) | Feldkapelle                                | kleiner Rechteckbau mit eingezogener, halbrunder Apsis, Dachreiter und profiliertem Traufgesims, 18. Jahrhundert, im 19. Jahrhundert neugotisch umgestaltet; mit Ausstattung                                                                              | D-7-78-173-170 | Feldkapelle    |
| Moos (ca. 1, 5 km südöstlich des Ortes) (Standort)                      | Steinkreuz                                 | Tuffstein, spätmittelalterlich | D-7-78-173-171 | Steinkreuz     |

### Oberauerbach
| Lage                          | Objekt                                | Beschreibung | Akten-Nr.      | Bild                  |
| ----------------------------- | ------------------------------------- | --- | -------------- | --------------------- |
| Salzstraße 7 (Standort)       | Pfarrhaus                             | zweigeschossiger Satteldachbau mit profiliertem Trauf- und Giebelgesims, 1712, 1797 umgebaut                                                                                   | D-7-78-173-172 | weitere Bilder        |
| Salzstraße 9 (Standort)       | Katholische Pfarrkirche St. Mauritius | flachgedeckter Saalbau mit eingezogenem Chor unter Stichkappengewölbe, nördlicher Turm mit Zwiebelhaube, im Kern spätgotisch, Turm 1722, Umgestaltung um 1753; mit Ausstattung | D-7-78-173-173 | weitere Bilder        |
| Stettener Straße 9 (Standort) | Ehemaliges Bauernhaus                 | Mitterstallbau, zweigeschossiger Bau mit flachem Satteldach und verputztem Fachwerk am Wohnteil, im Kern 18. Jahrhundert                                                       | D-7-78-173-174 | Ehemaliges Bauernhaus |
| Zollstraße 4 (Standort)       | Pfarrstadel                           | Satteldachbau mit segmentbogigen Toren, 1835 | D-7-78-173-172 | Pfarrstadel           |

### Sankt Anna
| Lage                  | Objekt           | Beschreibung                                                           | Akten-Nr.      | Bild           |
| --------------------- | ---------------- | ---------------------------------------------------------------------- | -------------- | -------------- |
| Sankt Anna (Standort) | Kapelle St. Anna | kleiner, neubarocker Rechteckbau mit Dachreiter, 1926; mit Ausstattung | D-7-78-173-175 | weitere Bilder |

### Unggenried
| Lage                     | Objekt                      | Beschreibung | Akten-Nr.      | Bild                    |
| ------------------------ | --------------------------- | --- | -------------- | ----------------------- |
| Kapellenweg 1 (Standort) | ehemaliges Eremitenhaus     | westlich an die Kapelle anschließender, zweigeschossiger Satteldachbau mit Pilastergliederung, 18. Jahrhundert             | D-7-78-173-176 | ehemaliges Eremitenhaus |
| Kapellenweg 3 (Standort) | Kapelle St. Franz von Paula | ehemalige Wallfahrtskapelle, pilastergegliederter Rechteckbau mit halbrundem Schluss und Dachreiter, 1726; mit Ausstattung | D-7-78-173-176 | weitere Bilder          |

### Unterauerbach
| Lage                     | Objekt                               | Beschreibung | Akten-Nr.      | Bild           |
| ------------------------ | ------------------------------------ | --- | -------------- | -------------- |
| Michaelsweg 3 (Standort) | Katholische Filialkirche St. Michael | flachgedeckter Saalbau mit eingezogenem Chor unter Stichkappengewölbe, nördlicher Satteldachturm, 2. Hälfte 15. Jahrhundert, Umbau um 1720; mit Ausstattung | D-7-78-173-177 | weitere Bilder |

### Untere Ziegelhütte
| Lage                                                                  | Objekt      | Beschreibung                                                                                           | Akten-Nr.      | Bild           |
| --------------------------------------------------------------------- | ----------- | --- | -------------- | -------------- |
| Ziegelhütte (an der Straße von Mindelheim nach Westernach) (Standort) | Feldkapelle | romanisierender Satteldachbau mit eingezogenem, polygonalem Chor und Dachreiter, 1846; mit Ausstattung | D-7-78-173-145 | weitere Bilder |

### Westernach
| Lage                                                                          | Objekt                              | Beschreibung | Akten-Nr.      | Bild           |
| ----------------------------------------------------------------------------- | ----------------------------------- | --- | -------------- | -------------- |
| Schwabenstraße 24 (Standort)                                                  | Katholische Pfarrkirche St. Andreas | Saalbau mit eingezogenem Chor und südlichem Zeltdachturm, Chor um 1500, Langhaus und Turm wohl 1666, Umbauten 1731 und 1858/59; mit Ausstattung | D-7-78-173-181 | weitere Bilder |
| Schwabenstraße 45 (Standort)                                                  | Pfarrhaus                           | zweigeschossiger Walmdachbau mit Traufgesims, 1775; mit Ausstattung                                                                             | D-7-78-173-182 | Pfarrhaus      |
| Kapellenäcker (ca. 700 m südöstlich an der Straße nach Mindelheim) (Standort) | Kapelle St. Johannes Baptist        | Feldkapelle, pilastergegliederter Saalbau mit halbrundem Schluss, bezeichnet 1753, Dachreiter 1860; mit Ausstattung                             | D-7-78-173-183 | weitere Bilder |

### Wiesmühle
| Lage                   | Objekt | Beschreibung                                                                                        | Akten-Nr.      | Bild  |
| ---------------------- | ------ | --------------------------------------------------------------------------------------------------- | -------------- | ----- |
| Wiesmühle 1 (Standort) | Mühle  | zweigeschossiges Satteldachhaus mit dreigeschossigem Giebel und Giebelgesimsen, 17./18. Jahrhundert | D-7-78-173-184 | Mühle |

## Ehemalige Baudenkmäler
In diesem Abschnitt sind Objekte aufgeführt, die früher einmal in der Denkmalliste eingetragen waren, jetzt aber nicht mehr. Objekte, die in anderem Zusammenhang also z. B. als Teil eines Baudenkmals weiter eingetragen sind, sollen hier nicht aufgeführt werden. Aktennummern in diesem Abschnitt sind ehemalige, jetzt nicht mehr gültige Aktennummern.

| Lage                                   | Objekt              | Beschreibung                                                                                 | Akten-Nr.      | Bild                |
| -------------------------------------- | ------------------- | -------------------------------------------------------------------------------------------- | -------------- | ------------------- |
| Mindelau Dorfstraße 2 (Standort)       | Ausleger            | schmiedeeisern, Mitte 19. Jahrhundert.                                                       | D-7-78-173-158 | Ausleger            |
| Unterauerbach Michaelsweg 1 (Standort) | Ehemaliger Pfarrhof | jetzt Bauernhaus, zweigeschossiger Satteldachbau mit Trauf- und Giebelgesims, 1668, erneuert | D-7-78-173-178 | Ehemaliger Pfarrhof |

## Abgegangene Baudenkmäler
In diesem Abschnitt sind Objekte aufgeführt, die früher einmal in der Denkmalliste eingetragen waren, jetzt aber nicht mehr existieren, z. B. weil sie abgebrochen wurden. Aktennummern in diesem Abschnitt sind ehemalige, jetzt nicht mehr gültige Aktennummern.

| Lage                                                                                                | Objekt     | Beschreibung | Akten-Nr.      | Bild     |
| --------------------------------------------------------------------------------------------------- | ---------- | --- | -------------- | -------- |
| Mindelheim Kleinhannsstraße 3 (Standort)                                                            | Wohnhaus   | Zweigeschossiges Traufseithaus mit Satteldach, 18. Jahrhundert; mit Kleinhannsstraße 1 und Dreerstraße 13 eine Baugruppe von drei Traufseithäusern. 2017 abgebrochen. | D-7-78-173-54  | Wohnhaus |
| Mindelau Kr MN 25, Unterfeld (an der Gabelung der Straße nach Mindelheim und Apfeltrach) (Standort) | Steinkreuz | spätmittelalterlich – Objekt ist nicht mehr vorhanden | D-7-78-173-163 | BW       |